# 富尔维奥·贝尔纳迪尼
富尔维奥·贝尔纳迪尼（義大利語：Fulvio Bernardini，1905年12月28日—1984年1月13日），意大利男子足球运动员。他曾代表意大利国家队参加1928年夏季奥林匹克运动会足球比赛，获得一枚铜牌。